# Hesperis pycnotricha
Hesperis pycnotricha là một loài thực vật có hoa trong họ Cải. Loài này được Borbás & Degen mô tả khoa học đầu tiên năm 1902.